# 勐海山柑
勐海山柑（学名：Capparis fohaiensis）是山柑科山柑属的植物，为中国的特有植物。分布于中国大陆的云南等地，生长于海拔450米至1,000米的地区，多生在河边次生森林中，目前尚未由人工引种栽培。